# Grosseto (stacja kolejowa)
Grosseto (wł. Stazione di Grosseto) – stacja kolejowa w Grosseto, w prowincji Grosseto, w regionie Toskania, we Włoszech. Stacja kolejowa znajduje się na Piazza Marconi, na północ od zabytkowego centrum miasta, gdzie znajduje się węzeł komunikacji autobusowej. Stacja według RFI ma kategorię złotą.

## Charakterystyka
Składa się z trzech peronów i pięciu torów używanych przez pociągi pasażerskie. Znajduje się na linii łączącej Pizę i Rzym oraz jest punktem wyjścia dla linii do Sieny.
Na stacji zatrzymuje się wiele pociągów Eurostar City Italia, wszystkie Intercity do Torino Porta Nuova, Milano Centrale, Ventimiglia, Savona, Roma Termini, Napoli Centrale, Salerno, niektóre ekspresy do południowych Włoch i Sycylii i wszystkie regionalne pociągi. Zgodnie z RFI przepływ pasażerów na stacji Grosseto wynosi 1 500 000 osób rocznie, a obiekt jest wyposażony w posterunek policji i duży plac towarowy. 

## Galeria

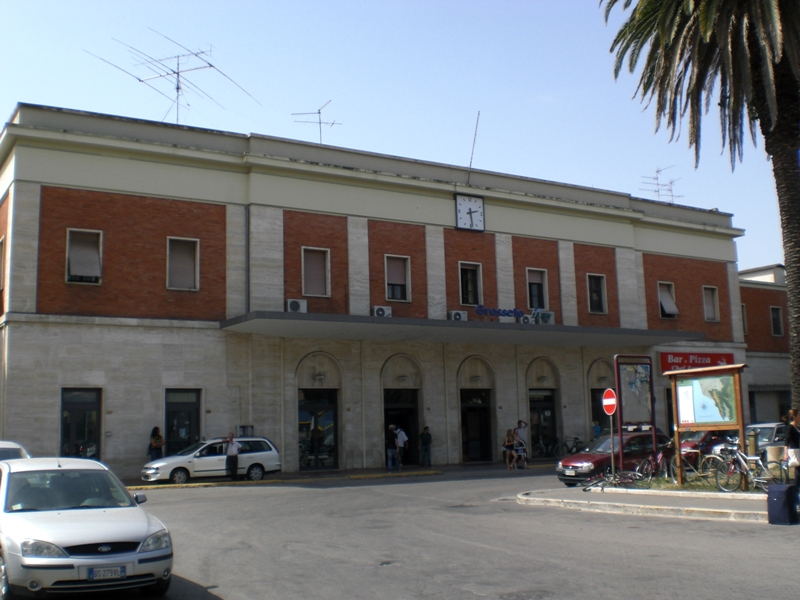
Budynek dworca
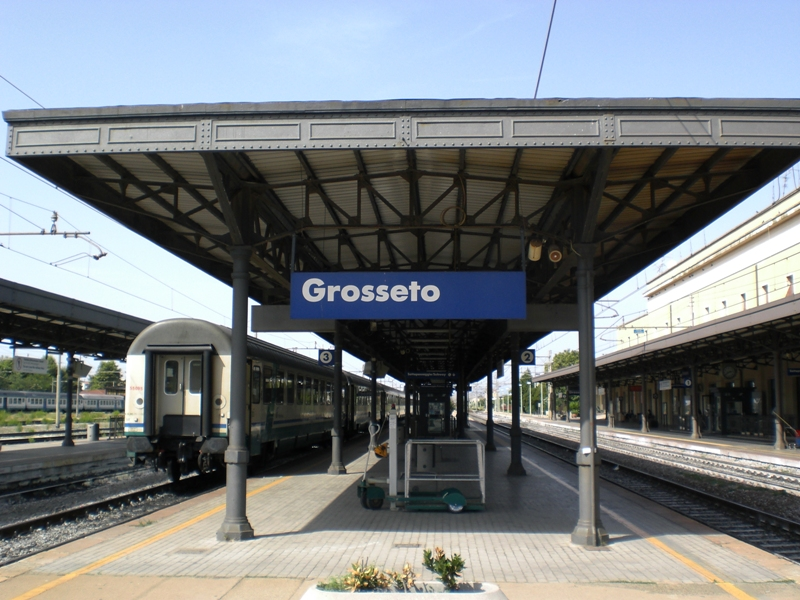
Perony
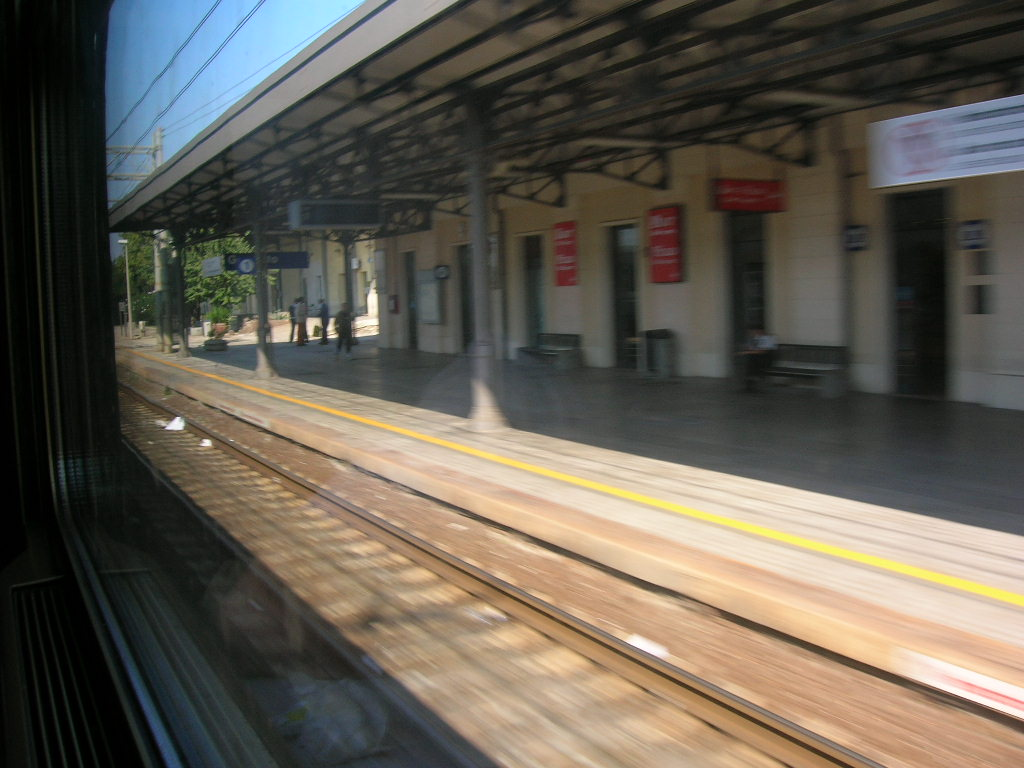
Widok z pocągu